# Sara Bejlek
Sára Bejlek (31 de enero de 2006) es una tenista checa.
Bejlek tiene el ranking WTA más alto de su carrera del No. 162 en individuales, logrado el 30 de enero de 2023, y 671 en dobles, establecido el 1 de agosto de 2022. Ha ganado cinco títulos de individuales de la ITF ,un título de dobles de la ITF, y un título de la WTA (WTA 125LP Open Chile)

## Primeros años de vida
Bejlek nació en Hrušovany nad Jevišovkou, República Checa, el 31 de enero de 2006.

## Carrera juvenil
Rendimiento de Grand Slam - Individuales
- Abierto de Australia: -
- Abierto de Francia: SF (2022)
- Wimbledon: 2R (2021)
- Abierto de Estados Unidos: -

Rendimiento Grand Slam - Dobles
- Abierto de Australia: -
- Abierto de Francia: W (2022)
- Wimbledon: 2R (2021)
- Abierto de Estados Unidos: -

Bejlek y Lucie Havlíčková se alzaron con la victoria en el evento de dobles femenino del Abierto de Francia de 2022. Además, llegó a las semifinales en individuales.

## Resumen de carrera

### 2021: primer título ITF y top 500
En julio, ganó su primer y mayor título del Circuito ITF hasta la fecha en la Copa ITS de $60k en Olomouc, Chequia, luego de lograr un doble bagel sobre Paula Ormaechea en la final. Este resultado le aseguró una mejora de 557 posiciones al No. 447 en solo un mes, luego de hacer su debut en el ranking WTA .

### 2022: Grand Slam y debuts en el top 200

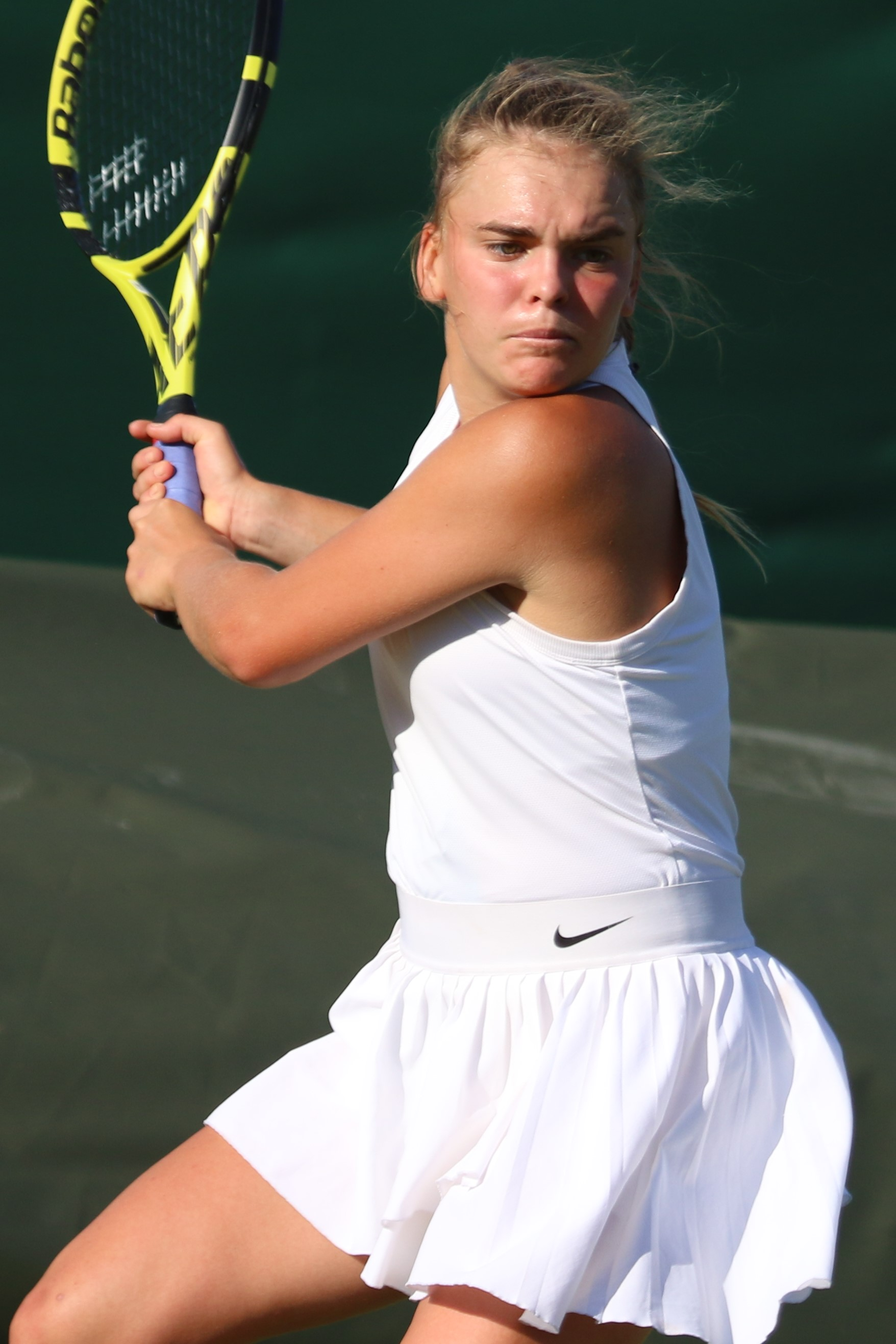
Bejlek en el Campeonato de Wimbledon 2022.

En junio, ganó el título en el Česká Lípa de $60k, el Macha Lake Open, derrotando a su compatriota checa Jesika Malečková en la final. La semana siguiente, Bejlek hizo su debut clasificatorio a nivel del WTA Tour en el Campeonato de Wimbledon, pero perdió en la primera ronda ante Emina Bektas . Un mes después, defendió su título en la ITS Cup, esta vez derrotando a Lina Gjorcheska en la final. Siguió avanzando en el US Open con un destacado debut en el cuadro principal, gracias a tres victorias en las rondas de clasificación. Fue la jugadora más joven en el cuadro principal del US Open de 2022, habiendo sido la participante directa más joven en la clasificación.

### 2023: debut en el Abierto de Australia
A los 16 años, como la segunda jugadora más joven en el top 200, hizo su debut en el Abierto de Australia .

## Cronologías de rendimiento
Leyenda
| G | F | SF | CF | #R | RR | Q# | P# | NSC | NE | A | Z# | PO | O | P | B | ATP# | TI | TD | ND |

### Individual
| Tournament             | 2022 | 2023 | SR              | W–L             | Win%            |
| ---------------------- | ---- | ---- | --------------- | --------------- | --------------- |
| Grand Slam tournaments |      |      |                 |                 |                 |
| Australian Open        | A    | 1R   | 0 / 1           | 0–1             | 0%              |
| French Open            | A    | 1R   | 0 / 1           | 0–1             | 0%              |
| Wimbledon              | Q1   | Q1   | 0 / 0           | 0–0             | -               |
| US Open                | 1R   |      | 0 / 1           | 0–1             | 0%              |
| Win–loss               | 0–1  | 0–2  | 0 / 3           | 0–3             | 0%              |
| WTA 1000               |      |      |                 |                 |                 |
| Dubai / Qatar Open     | A    | A    | 0 / 0           | 0–0             | -               |
| Indian Wells Open      | A    | A    | 0 / 0           | 0–0             | -               |
| Miami Open             | A    | A    | 0 / 0           | 0–0             | -               |
| Madrid Open            | A    | A    | 0 / 0           | 0–0             | -               |
| Italian Open           | A    | Q2   | 0 / 0           | 0–0             | -               |
| Canadian Open          | A    |      | 0 / 0           | 0–0             | -               |
| Cincinnati Open        | A    |      | 0 / 0           | 0–0             | -               |
| Wuhan Open             | NH   |      | 0 / 0           | 0–0             | -               |
| China Open             | NH   |      | 0 / 0           | 0–0             | -               |
| Career statistics      |      |      |                 |                 |                 |
| Tournament             | 2022 | 2023 | SR              | W–L             | Win %           |
| Tournaments            | 1    | 2    | Career total: 3 | Career total: 3 | Career total: 3 |
| Titles                 | 0    | 0    | Career total: 0 | Career total: 0 | Career total: 0 |
| Finals                 | 0    | 0    | Career total: 0 | Career total: 0 | Career total: 0 |
| Hardcourt win–loss     | 0–1  | 0–1  | 0 / 2           | 0–2             | 0%              |
| Clay win–loss          | 0–0  | 0–1  | 0 / 1           | 0–1             | 0%              |
| Grass win–loss         | 0–0  | 0–0  | 0 / 0           | 0–0             | -               |
| Overall win–loss       | 0–1  | 0–2  | 0 / 3           | 0–3             | 0%              |
| Year-end ranking       | 189  |      | $231,897        | $231,897        | $231,897        |

## Finales del Circuito ITF

### Individuales: 7 (5 títulos, 2 subcampeonatos)
| Leyenda                   |
| ------------------------- |
| torneos de $100,000       |
| torneos de $80,000        |
| Torneos de $ 60,000 (3-0) |
| Torneos de $ 40,000 (0-2) |
| Torneos de $ 25,000 (1-0) |
| torneos de $15,000        |

| Finales por superficie |
| ---------------------- |
| Duro (0–0)             |
| Arcilla (4–2)          |
| Hierba (0–0)           |
| Alfombra (0–0)         |

| Resultado | W–L | Fecha         | Torneo                           | Nivel  | Superficie | Adversario           | Puntaje        |
| --------- | --- | ------------- | -------------------------------- | ------ | ---------- | -------------------- | -------------- |
| Ganar     | 1–0 | julio 2021    | Copa ITS, República Checa        | 60.000 | Arcilla    | Paula Ormaechea      | 6–0, 6–0       |
| Ganar     | 2-0 | mayo 2022     | ITF Pula, Italia                 | 25,000 | Arcilla    | Weronika Falkowska   | 7–6 (7–4), 6–1 |
| Ganar     | 3-0 | junio 2022    | Macha Lake Open, República Checa | 60.000 | Arcilla    | Jesika Malečková     | 6–4, 6–4       |
| Ganar     | 4-0 | julio de 2022 | Copa ITS, República Checa (2)    | 60.000 | Arcilla    | Lina Gjorcheska      | 6–2, 7–6 (7–0) |
| Pérdida   | 4–1 | abr 2023      | ITF Split, Croacia               | 40.000 | Arcilla    | Tara Wurth           | 2–6, 6–3, 4–6  |
| Pérdida   | 4–2 | julio de 2023 | ITF La Haya, Países Bajos        | 40.000 | Arcilla    | Arantxa Rus          | 6–7 (3–7), 4–6 |
| Ganar     | 5–2 | julio de 2023 | ITF Parnu, Estonia               | 25,000 | Arcilla    | Lucija Ćirić Bagarić | 7–5, 6–4       |

### Dobles: 1 (1 título)
| Leyenda                   |
| ------------------------- |
| torneos de $100,000       |
| torneos de $80,000        |
| torneos de $60,000        |
| torneos de $40,000        |
| torneos de $25,000        |
| Torneos de $ 15,000 (1-0) |

| Finales por superficie |
| ---------------------- |
| Duro (0–0)             |
| Arcilla (1–0)          |
| Hierba (0–0)           |
| Alfombra (0–0)         |

| Resultado | W–L | Fecha      | Torneo               | Nivel  | Superficie | Pareja            | oponentes                        | Puntaje          |
| --------- | --- | ---------- | -------------------- | ------ | ---------- | ----------------- | -------------------------------- | ---------------- |
| Ganar     | 1-0 | junio 2021 | ITF Antalya, Turquía | 15,000 | Arcilla    | Doga Turkmenistán | federica bilardo Liubov Kostenko | 4–6, 6–1, [10–7] |

## Finales juveniles

### Torneos de Gran Slam
| Resultado | Año  | Torneo          | Superficie | Pareja                  | oponentes                     | Puntaje  |
| --------- | ---- | --------------- | ---------- | ----------------------- | ----------------------------- | -------- |
| Ganar     | 2022 | abierto Francés | Arcilla    | </img> Lucie Havlíčková | Nikola Bartůňková Céline Naef | 6–3, 6–3 |

### Circuito Juvenil ITF

#### Individuales: 6 (2 títulos, 4 subcampeonatos)
| Leyenda            |
| ------------------ |
| Grado A (0-0)      |
| Grado 1 / B1 (0–0) |
| Grado 2 (0-2)      |
| Grado 3 (1–0)      |
| Grado 4 (0–1)      |
| Grado 5 (1–1)      |

| Resultado | W–L | Fecha              | Torneo                        | Nivel   | Superficie | Adversario            | Puntaje        |
| --------- | --- | ------------------ | ----------------------------- | ------- | ---------- | --------------------- | -------------- |
| Pérdida   | 0-1 | noviembre de 2019  | ITF Nastola, Finlandia        | Grado 5 | Duro       | Veronika Solovieva    | 6–7 (6–8), 4–6 |
| Pérdida   | 0-2 | septiembre de 2020 | ITF Rakovnik, República Checa | Grado 2 | Arcilla    | julie strulova        | 6–7 (2–7), 2–6 |
| Ganar     | 1–2 | octubre de 2020    | ITF Constanța, Rumanía        | Grado 3 | Arcilla    | Vanessa Popa Teiusanu | 6–1, 6–1       |
| Pérdida   | 1–3 | ene 2021           | ITF El Cairo, Egipto          | Grado 4 | Arcilla    | emma la valeta        | 6–7 (5–7), 2–6 |
| Ganar     | 2–3 | febrero de 2021    | ITF Giza, Egipto              | Grado 5 | Arcilla    | Jermín Sherif         | 7–5, 7–5       |
| Pérdida   | 2–4 | mayo 2021          | ITF Oradea, Rumanía           | Grado 2 | Arcilla    | Lucie Havlíčková      | 3–6, 3–6       |

#### Dobles: 10 (8 títulos, 2 subcampeonatos)
| Leyenda            |
| ------------------ |
| Grado A            |
| Grado 1 / B1 (1–0) |
| Grado 2 (3–0)      |
| Grado 3 (1–0)      |
| Grado 4 (2–1)      |
| Grado 5 (1–1)      |

| Result | W–L | Date     | Tournament                 | Tier    | Surface | Partner           | Opponents                                   | Score                      |
| ------ | --- | -------- | -------------------------- | ------- | ------- | ----------------- | ------------------------------------------- | -------------------------- |
| Win    | 1–0 | Sep 2019 | ITF Prague, Czech Republic | Grade 2 | Clay    | Lucie Havlíčková  | Julia Avdeeva Alina Shcherbinina            | 6–2, 6–2                   |
| Win    | 2–0 | Oct 2019 | ITF Dornbirn, Austria      | Grade 5 | Carpet  | Petra Marčinko    | Angelina Flachs Carolina Kuhl               | 7–6(7–3), 6–7(1–7), [10–6] |
| Loss   | 2–1 | Sep 2020 | ITF Prague, Czech Republic | Grade 4 | Clay    | Lucie Havlíčková  | Nelly Knezkova Dominika Šalková             | 6–0, 1–6, [10–12]          |
| Win    | 3–1 | Jan 2021 | ITF Antalya, Turkey        | Grade 3 | Clay    | Melis Ayda Uyar   | Defne Cirpanli Duru Soke                    | 6–1, 2–6, [10–4]           |
| Win    | 4–1 | Jan 2021 | ITF Cairo, Egypt           | Grade 4 | Clay    | Maria Charl       | Serafima Shastova Anastasiya Zholdakova     | 6–4, 6–2                   |
| Loss   | 4–2 | Feb 2021 | ITF Giza, Egypt            | Grade 5 | Clay    | Layla Shoukry     | Lucia Martinez Gomez Polina Skopintseva     | 2–6, 5–7                   |
| Win    | 5–2 | Feb 2021 | ITF Antalya, Turkey        | Grade 4 | Clay    | Sara Suchankova   | Karolina Kozakova Céline Naef               | 6–4, 6–0                   |
| Win    | 6–2 | Feb 2021 | ITF Šiauliai, Lithuania    | Grade 2 | Hard    | Nahia Berecoechea | Lucija Ciric Bagaric Virginia Ferrara       | 6–2, 4–6, [10–7]           |
| Win    | 7–2 | May 2021 | ITF Říčany, Czech Republic | Grade 1 | Clay    | Nikola Bartůňková | Alexis Blokhina Flavie Brugnone             | 6–3, 6–4                   |
| Win    | 8–2 | May 2021 | ITF Oradea, Romania        | Grade 2 | Clay    | Lucie Havlíčková  | Fatima Ingrid Amartha Keita Sara Suchankova | 6–4 6–2                    |